# Balanță hidrofil-lipofilă

Variația valorilor HLB în care se observă tipurile de surfactanți corespunzătoare fiecărei valori

Balanța hidrofil-lipofilă (prescurtată HLB, din engleză Hydrophilic-lipophilic balance) pentru un surfactant indică gradul în care acesta este hidrofil sau lipofil. Metodele de calcul ale HLB au fost descrise de Griffin în 1949 și în 1954. O altă metodă de calcul a fost sugerată de către Davies în 1957.

## Metoda Griffin
Metoda Griffin pentru surfactanți neionici a fost descrisă în 1954, iar formula de calcul este:
{\displaystyle HLB=20*M_{h}/M}
unde {\displaystyle M_{h}} este masa moleculară a părții hidrofile a moleculei, iar {\displaystyle M} este masa moleculară a moleculei. Valorile se încadrează între 0 și 20. O valoare HLB egală cu 0 corespunde unei molecule total lipofile/hidrofobe, iar o valoare egală cu 20 corespunde unei molecule total hidrofile/lipofobe.